# Ingegerda da Suécia
Ingegerda Olofsdotter da Suécia, também conhecida como Irene, Ana e Santa Ana (1001 — 10 de fevereiro de 1050), foi uma princesa sueca e grã-princesa de Kiev. Era a filha do rei sueco Olavo da Suécia e Astride dos Obotritas. Foi consorte de Jaroslau I, o Sábio.

## Biografia
Nascida em 1001, estava prestes a se casar com rei norueguês Olavo II, mas quando a Suécia e a Noruega entraram em uma briga, o rei sueco Olavo já não permitiu que o casamento acontecesse. Em vez disso, seu pai rapidamente providenciou um casamento com o poderoso Jaroslau I, o Sábio de Novogárdia. A cerimônia foi realizada em 1019. Uma vez em Quieve, mudou seu nome para o grego Irene. De acordo com várias sagas, recebeu como um presente de casamento Ladoga e terras adjacentes, que mais tarde receberam o nome de Íngria, sem dúvida, uma corrupção do nome de Ingegerda. Ela colocou seu amigo, Jarl Ragnvald Ulfsson, o Velho para governar em seu lugar.

## Santa da Igreja Ortodoxa
A grã-princesa é venerada como santa na ortodoxia oriental, como Santa Ana de Novogárdia. Ela fundou um mosteiro em Kiev em homenagem à sua padroeira, Santa Irene. Conforme o costume da época, como fundadora, ela não só tinha que cuidar do mosteiro, mas também administrá-lo. Em 1045, ela partiu para Novogárdia com seu filho Vladimir para lançar a fundação de uma catedral com o nome da Sabedoria de Deus. Já viúva, ela fez a tonsura monástica com o nome de Ana. Esta foi a primeira tonsura monástica dentro da casa real.
Uma tradição ensina que a santa princesa Ana repousou em Novogárdia e foi enterrada na Catedral de Santa Sofia. Pouco depois, o corpo de seu filho, o Príncipe Vladimir de Novogárdia, foi enterrado perto dela.
A veneração de Santa Ana e seu filho, São Vladimir, foi estabelecida após um sinal que apareceu ao arcebispo de Novogárdia, Santo Eufêmio em 1439. Em conjunto com este sinal, ele também estabeleceu a comemoração em toda a igreja dos santos hierarcas de Novogárdia.

## Descendência
- Isabel de Quieve
- Anastácia de Quieve
- Ana de Quieve
- Ágata, esposa de Eduardo, o Exilado
- Vladimir de Novogárdia
- Iziaslau I de Quieve
- Esvetoslau II de Quieve
- Usevolodo I de Quieve
- Igor I de Esmolensco